# Міжнародні відносини Латвії

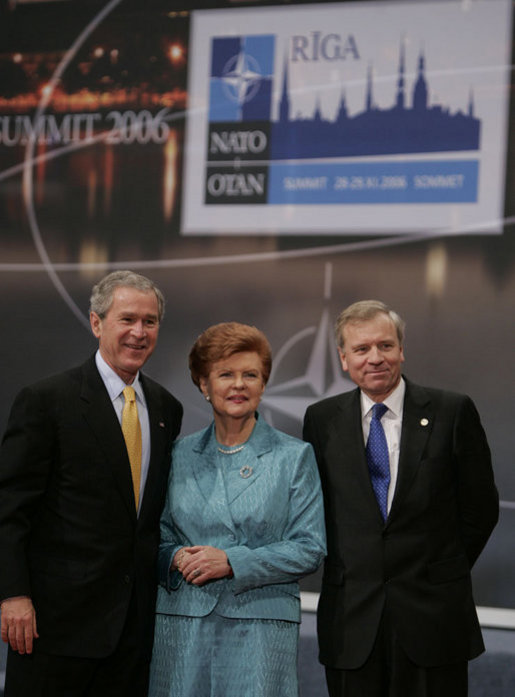
Президент США Джордж Буш, президент Латвії Вайра Віке-Фрейберга та генеральний секретар НАТО Яап де Хооп Схеффер на Саммиті НАТО 2006 року в Ризі.

Міжнародні відносини Латвії — це стосунки Латвії з іншими державами й міжнародними організаціями.

## Членство у організаціях
- ООН
- ОБСЄ
- Рада Європи
- ЄС
- НАТО
- МБРР
- МВФ
- Світовий банк
- ЮНЕСКО
- ЮНІСЕФ
- Федерація Червоного хреста і Червоного півмісяця

## Відносини з Україною
Латвійсько-українські міждержавні відносини, що регулються Договором про дружбу і співробітництво від 23 травня 1995 року, характеризуються високим ступенем довіри, ознакою чого є те, що Латвійська Республіка залишається одним з активних прибічників вступу України до ЄС і НАТО.

## Відносини з Росією
Важливим елементом латвійсько-російські відносин стала «доктрина провини» Росії та російського народу в історії становлення Латвії, формуванні латиської мови і латиської культури.
Вимоги щодо виведення військ РФ із території Латвії, закон про громадянство 1994 року і закон про натуралізацію 1995-го викликали обурення у російської влади. Остання російська військова частина залишила територію Латвії у серпні 1998 року після закриття радіолокаційної станції в Скрунді.
У травні 2022 року, на фоні повномасштабного вторгнення військ РФ до України, Латвія розірвала співпрацю з Росією у сфері культури, а також призупинила угоду з РФ про пам'ятники.
13 травня Ризька дума підтримала знесення Пам'ятник «визволителям» радянської Латвії, рішення підтримали понад двох третин депутатів.
14 липня Сейм Латвії остаточно затвердив поправки до закону «Про енергетику», що повністю забороняє поставки російського газу до країни з 1 січня 2023 року. 1 серпня Латвія призупинила спрощений режим поїздок для жителів прикордонних регіонів РФ.
1 серпня Латвія призупинила угоду про економічне співробітництво з РФ, також призупинили угоду про спрощення поїздок для жителів прикордонних районів. Того ж місяця РФ оголосила про спрощене надання громадянства Росії жителям країн Балтії. У відповідь на це, міністр МЗС Латвії Едгарс Рінкевічс заявив, що можливо таких людей буде депортовано з країни. 16 серпня прем'єр-міністра Латвії Крішьяніс Каріньш оголосив про плани обмежити в'їзд росіянам до країни за шенгенськими візами.
У січні 2023 року Латвія видала вимогу послу РФ покинути країну протягом місяця, так само латвійський посол мав покинути РФ протягом цього ж часу.